# Comuna Tereșkî, Bar
Tereșkî (în ucraineană Терешки) este o comună în raionul Bar, regiunea Vinnița, Ucraina, formată din satele Havrîșivka, Semenkî și Tereșkî (reședința).

## Demografie
Componența lingvistică a satului Tereșkî
     Ucraineană (99,61%)
     Alte limbi (0,28%)
Conform recensământului din 2001, majoritatea populației satului Tereșkî era vorbitoare de ucraineană (99,61%), existând în minoritate și vorbitori de alte limbi.